# Saint-Just (Dordogna)
Saint-Just è un comune francese di 129 abitanti situato nel dipartimento della Dordogna nella regione della Nuova Aquitania.

## Società

### Evoluzione demografica
Abitanti censiti